# Avenue Foch
Die Avenue Foch befindet sich im 16. Arrondissement von Paris und verläuft von der Place Charles de Gaulle mit dem Triumphbogen bis zur Place du Maréchal de Lattre de Tassigny am Rande des Bois de Boulogne. Die rund 1300 Meter lange Avenue ist mit einer Breite von ca. 120 Metern die breiteste Straße Europas. Sie gilt als die exklusivste Wohnstraße der Stadt.

## Geschichte

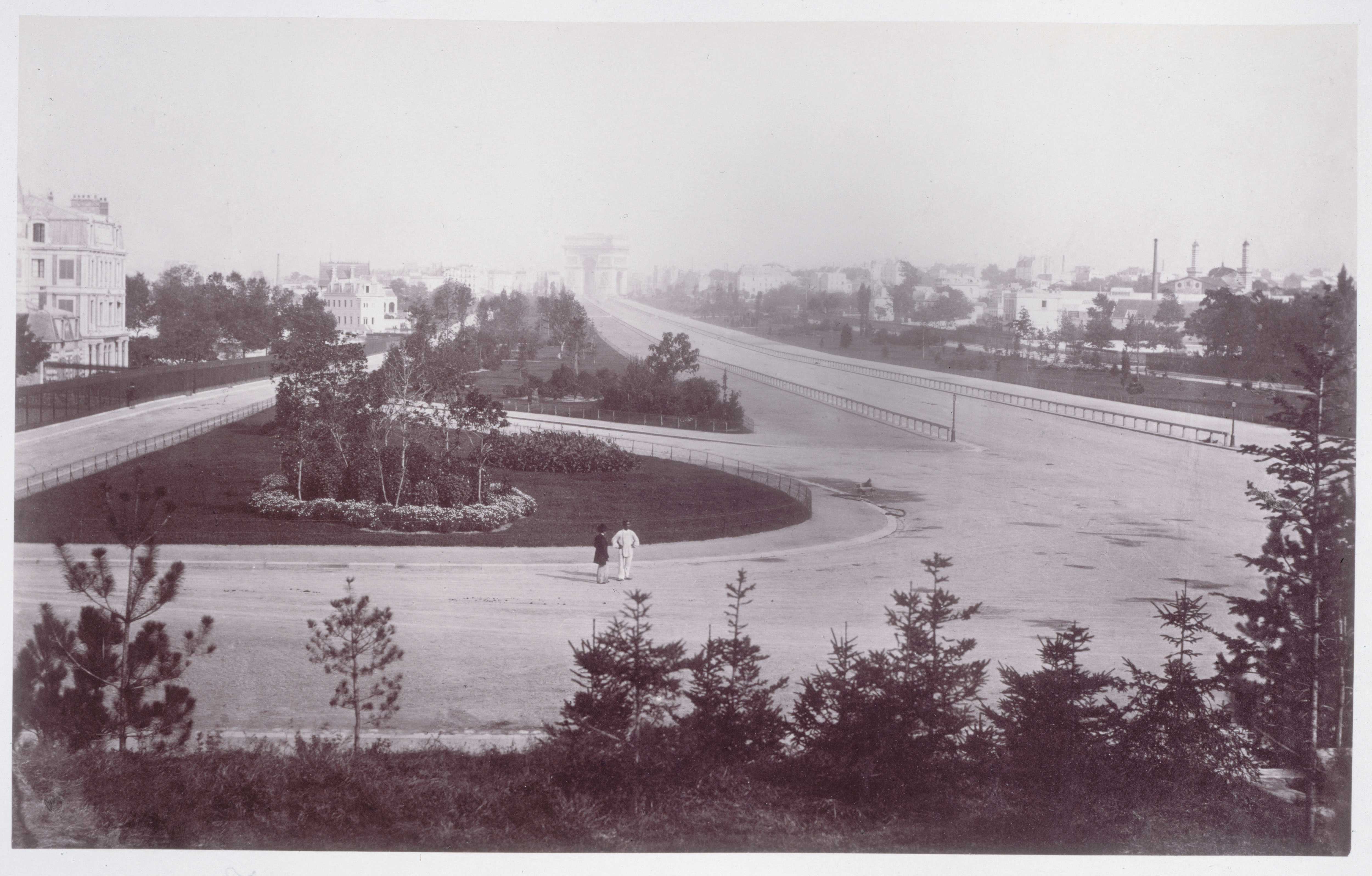
Avenue de l’Impératrice (um 1860)

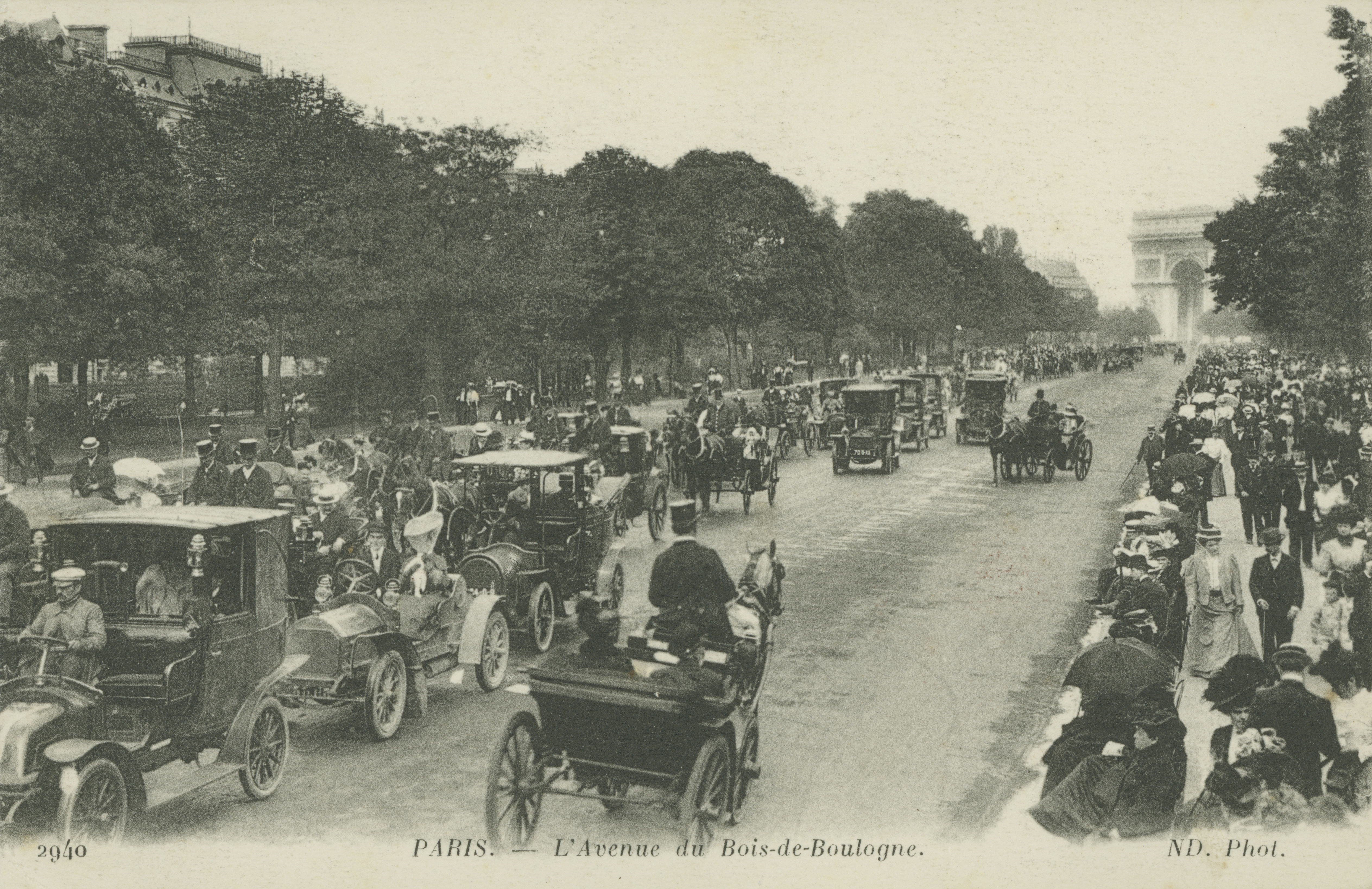
Avenue du Bois-de-Boulogne (ca. 1916)

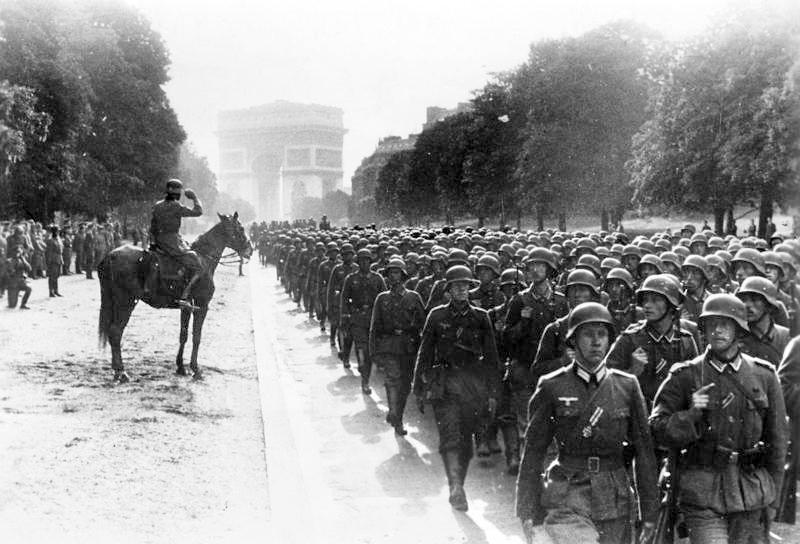
Deutsche Siegesparade zu Beginn der deutschen Besetzung der Stadt auf der Avenue Foch am 14. Juni 1940

Die Allee wurde unter der Herrschaft von Kaiser Napoléon III. im Jahre 1854 angelegt. Ursprünglich hieß sie Avenue de l’Impératrice, nach der Abdankung des Kaisers Avenue du Bois de Boulogne oder kurz Avenue du Bois. Im Juni 1853 entwarf der in Paris lebende Kölner Architekt Jakob Ignaz Hittorff die Verbindungsstraße zwischen dem Bois de Boulogne und der Place de l’Etoile (der heutigen Place Charles-de-Gaulle), die heutige Avenue Foch, die am 31. März 1854 dem Verkehr übergeben wurde. Ein Dekret vom 13. August 1854 beauftragte Hittorff zusätzlich mit der baulichen Entwicklung der Place de l’Étoile. Dadurch erneuerte er den zentralen Stadtgrundriss mit der „Königsachse“ von der Place de la Concorde über die Champs-Élysées und Place de l‘Étoile zum Bois de Boulogne.
Am 29. März 1929 wurde die Straße nach dem 9 Tage zuvor verstorbenen Marschall Ferdinand Foch benannt. Am 14. Juni 1940 fand dort die Siegesparade der Wehrmacht-Einheiten statt.

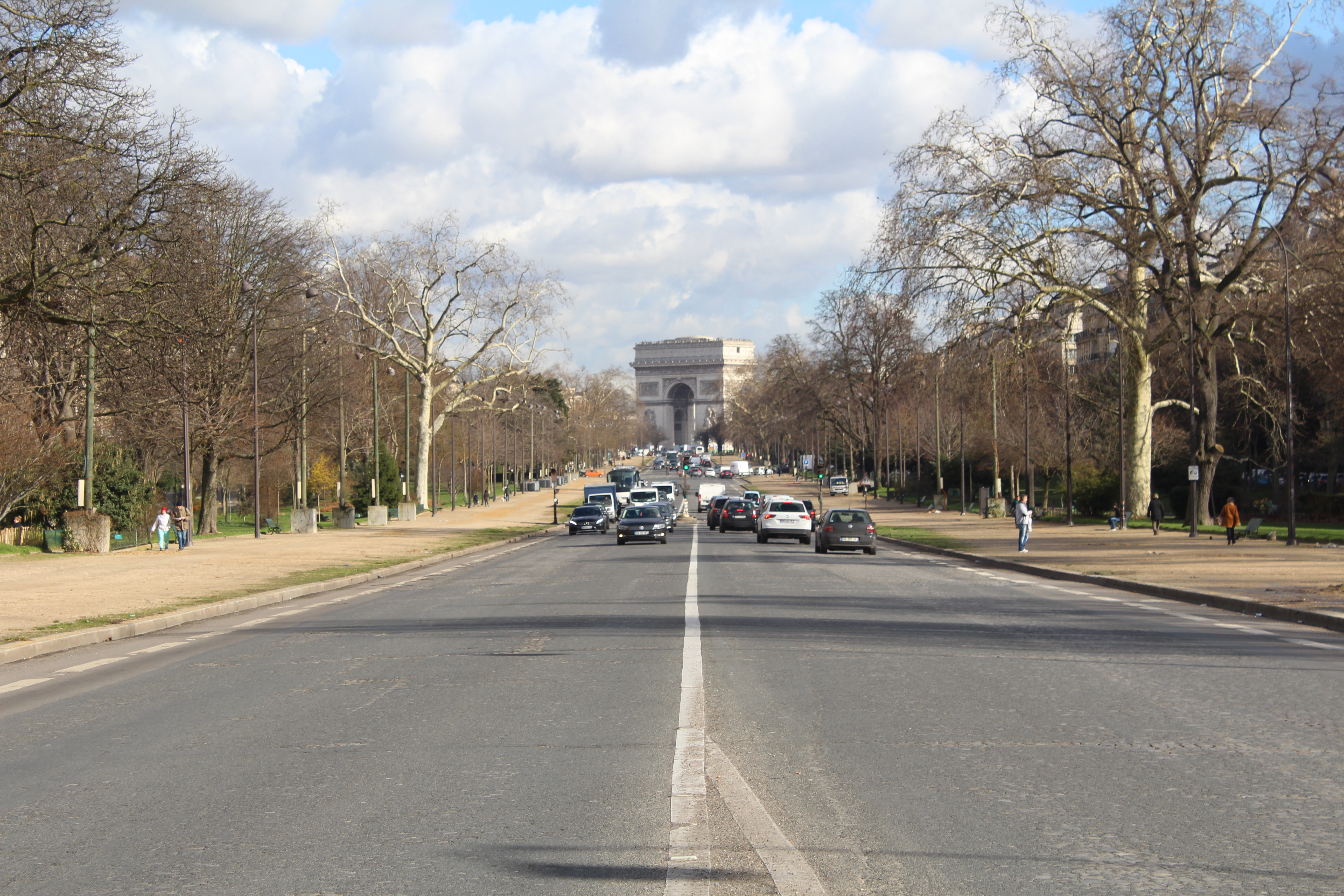
Avenue Foch, Blick zum Arc de Triomphe (2018)

### Berühmte Künstler
Unter der Nummer 1 lebte am Anfang des 20. Jahrhunderts die Baroness de Pierrebourg (1856–1943), die ihre Werke unter dem Pseudonym Claude Ferval veröffentlichte. Im Haus Nummer 7 wohnte der Schriftsteller Paul Hervieu (1857–1915); unter der Nummer 64 (heute Nummer 84) lebte der mit Hervieu befreundete Octave Mirbeau (1848–1917). In dem Haus Nummer 14 lebte der Schriftsteller Édouard Dujardin (1861–1949) und in der 22 wohnte der französische Dramatiker und Drehbuchautor Alexandre Bisson (1848–1912), der an bekannten Pariser Bühnen und später auch am New Yorker Broadway tätig war. Ende der 1970er Jahre wohnte Klaus Kinski (1926–1991) in einem Apartment in Hausnummer 33. In Nummer 46 lebte neben dem Modeschöpfer Jacques Doucet (1853–1929) auch der auf Dramen und Gedichte fokussierte Schriftsteller Henry Bataille (1872–1922). Nur wenige Häuser weiter (Nummer 56) residierte der aus einer wohlhabenden Bankiersfamilie stammende Journalist und Schriftsteller Alfred Fabre-Luce (1899–1983), dessen Großvater einst die Crédit Lyonnais gegründet hatte.
Im Haus Nummer 44 lebte der 1903 in Marseille geborene Schauspieler Fernand Joseph Désiré Contandin, der als Pfarrer Don Camillo und unter seinem Künstlernamen Fernandel berühmt wurde. Er war bereits 1928 nach Paris gekommen und lebte am Ende seiner Karriere in diesem Haus, in dem er infolge eines Krebsleidens am 26. Februar 1971 auch starb. Außerdem lebte vorübergehend die Opernsängerin Maria Callas hier.
In dem Haus Nummer 59 verstarb am 25. Januar 1899 der Dramatiker und Bühnenautor Adolphe Dennery (1811–1899) und in der Nummer 60 lebte – neben der ursprünglich aus Rumänien stammenden Schauspielerin Elvire Popesco (1894–1993), die in einigen Stummfilmen mitgewirkt hatte – auch der Dramatiker Georges Feydeau (1862–1921). Im Haus 78 lebte der Maler und Grafiker James Tissot (1836–1902).

### Andere berühmte Bewohner

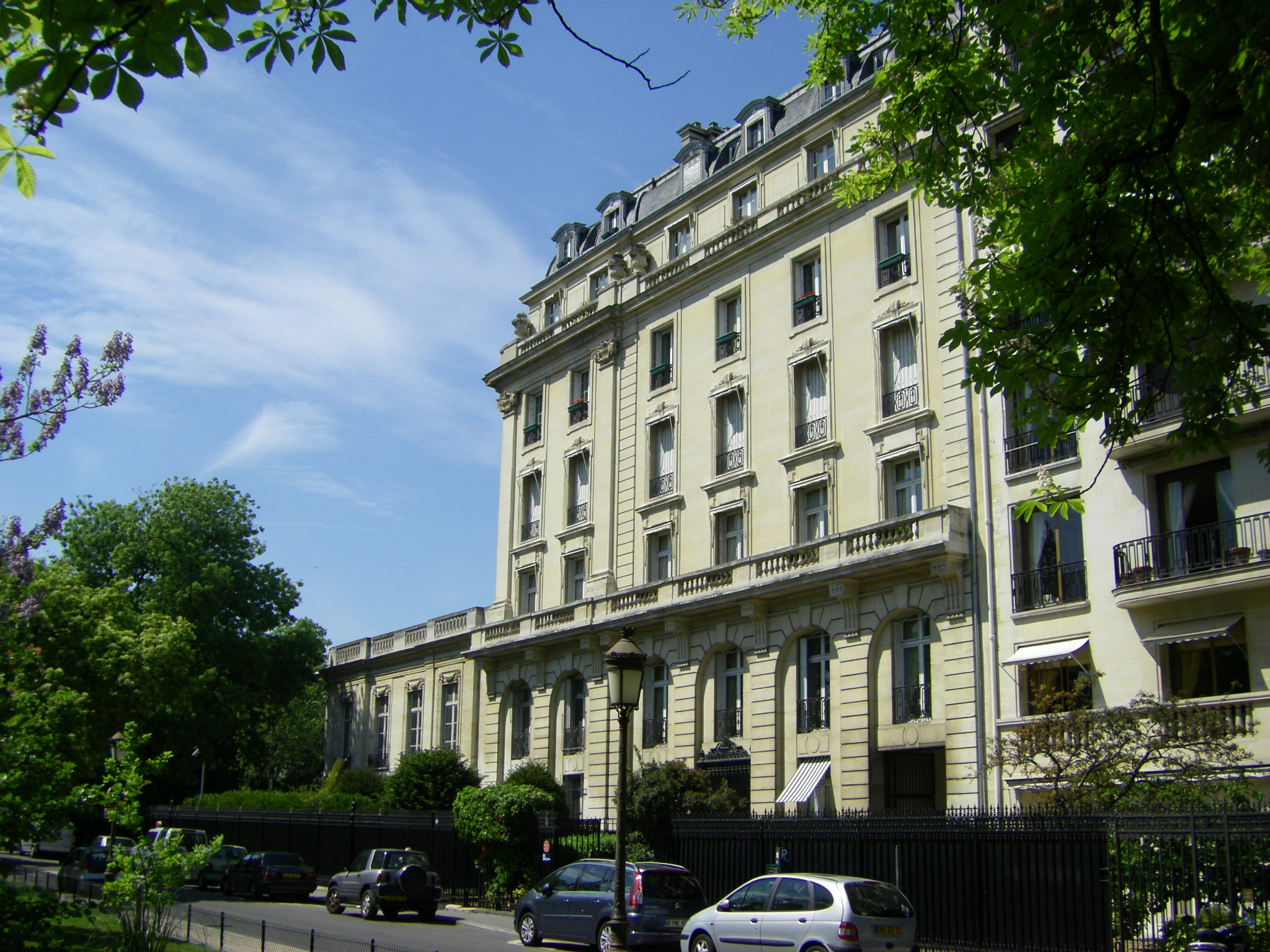
Das markante Eckhaus Nummer 88 am westlichen Ende der Avenue Foch

Unter der Nummer 15 wohnte Paul Lebaudy (1859–1937), ein Mitglied der Industriellenfamilie, die im 19. Jahrhundert durch den Aufbau eines Zuckerimperiums reich wurde. Der französische Ökonom und Freihändler Michel Chevalier (1806–1879) ließ 1862 das Gebäude mit der Nummer 27 errichten, das er bis zu seinem Tod bewohnte. Dem Luftfahrtunternehmer Marcel Dassault (1892–1986) gehörte das Haus Nummer 72, das später in den Besitz des saudischen Prinzen Sultan ibn Abd al-Aziz (1928–2011) übergegangen ist, der seit 2005 Kronprinz und somit der zweitmächtigste Mann von Saudi-Arabien war. Außerdem hielten hier auch die Familien Onassis und Rothschild Grundbesitz. Seit 1961 besaß Gunter Sachs im Haus Nummer 32 ein 400 Quadratmeter großes Apartment.
Christina Onassis (1950–1988) erbte das Gebäude Nummer 88 und verkaufte es an den libanesischen Milliardär Rafiq al-Hariri (1944–2005), einen ehemaligen Ministerpräsidenten des Libanon, der bei einem Bombenattentat auf seinen Autokonvoi ums Leben kam. Hariri veräußerte das Haus seinerseits für die Summe von 36 Millionen Euro an den ehemals hochrangigen syrischen Politiker Abd-al Halim Khaddam (* 1932), der zwischen 1970 und 1984 als Außenminister und von 1984 bis 2005 als Vizepräsident seines Landes eingesetzt war.
Zwei unmittelbare Nachkommen des ehemaligen Direktors der früheren französischen Zentralnotenbank Banque de France, Alphonse de Rothschild (1827–1905), residierten in dem Gebäude mit der Nummer 19: zunächst Béatrice de Rothschild (1864–1934) und später ihr jüngerer Bruder Édouard de Rothschild (1868–1949).
Scheich Mohammed Mahdi Al Tajir besaß während seiner Zeit als Botschafter der Vereinigten Arabischen Emirate in Frankreich das Haus mit der Nummer 34. Der im Ölgeschäft agierende Scheich galt laut einem Londoner Zeitungsbericht von 1975 als einer der reichsten Männer der Welt.
In der Avenue Foch 84 befand sich von 1940 bis 1944 das Hauptquartier der Gestapo.

## Bauwerke und Denkmale
An der Avenue Foch befindet sich die Skulptur Monument à Alphand, die Aimé Jules Dalou im Jahre 1898 schuf.
Das Gebäude an der Avenue Foch 59 beherbergt zwei Museen:
- Das Musée Arménien mit einer Sammlung der armenischen Kunst.
- Das Musée National d'Ennery, welches auf der privaten Kunstsammlung von Adolphe d'Ennery (1811–1899) basiert.

## Der Square Foch
Bei Nummer 80, kurz vor dem Ende der Straße in westlicher Richtung, befindet sich der nur für Anwohner zugängliche Square Foch, eine exklusive Privatstraße. In der dortigen Nummer 16 lebte der Schriftsteller Marcel Pagnol (1895–1974). Das Haus Nummer 22 war in Besitz des Pianisten Arthur Rubinstein (1887–1982), im Haus Nummer 24 verstarb der Komponist Claude Debussy (1862–1918).